# 清福寺 (久喜市)
清福寺（せいふくじ）は、埼玉県久喜市にある真言宗豊山派の寺院。

## 歴史
1505年（永正2年）に開山された。江戸時代には供養塔や宝篋印塔などが造立されている。
1884年（明治27年）に真言宗豊山派総本山の長谷寺の末寺になり、本尊も不動明王から大日如来に変更した。ところがその後、百年近く無住（住職不在）になってしまった。1995年（平成7年）に新住職が赴任し、本堂等を新築するなど復興しつつある。
1998年（平成10年）より「めいど・メール」のサービスを始めた。これは、利用者が生前に死者に伝えられなかったことや近況報告を伝えるものである。2000年（平成12年）からは当寺公式サイトを開設し、インターネット上からも受け付けている。

## 文化財
- 清福寺の大イチョウ（久喜市指定天然記念物 昭和48年3月16日指定）[4]

## 交通アクセス
- 路線バス清福寺前停留所より徒歩2分。